# Imperial (Nebraska)
Imperial település az Amerikai Egyesült Államok Nebraska államában, Chase megyében, melynek megyeszékhelye is. Lakosainak száma 2068 fő (2020. április 1.).

## Népesség
A település népességének változása:

| 2010 | 2 071 |
| 2020 | 2 068 |